# 홍콩 천주교 밍위안 중고등학교

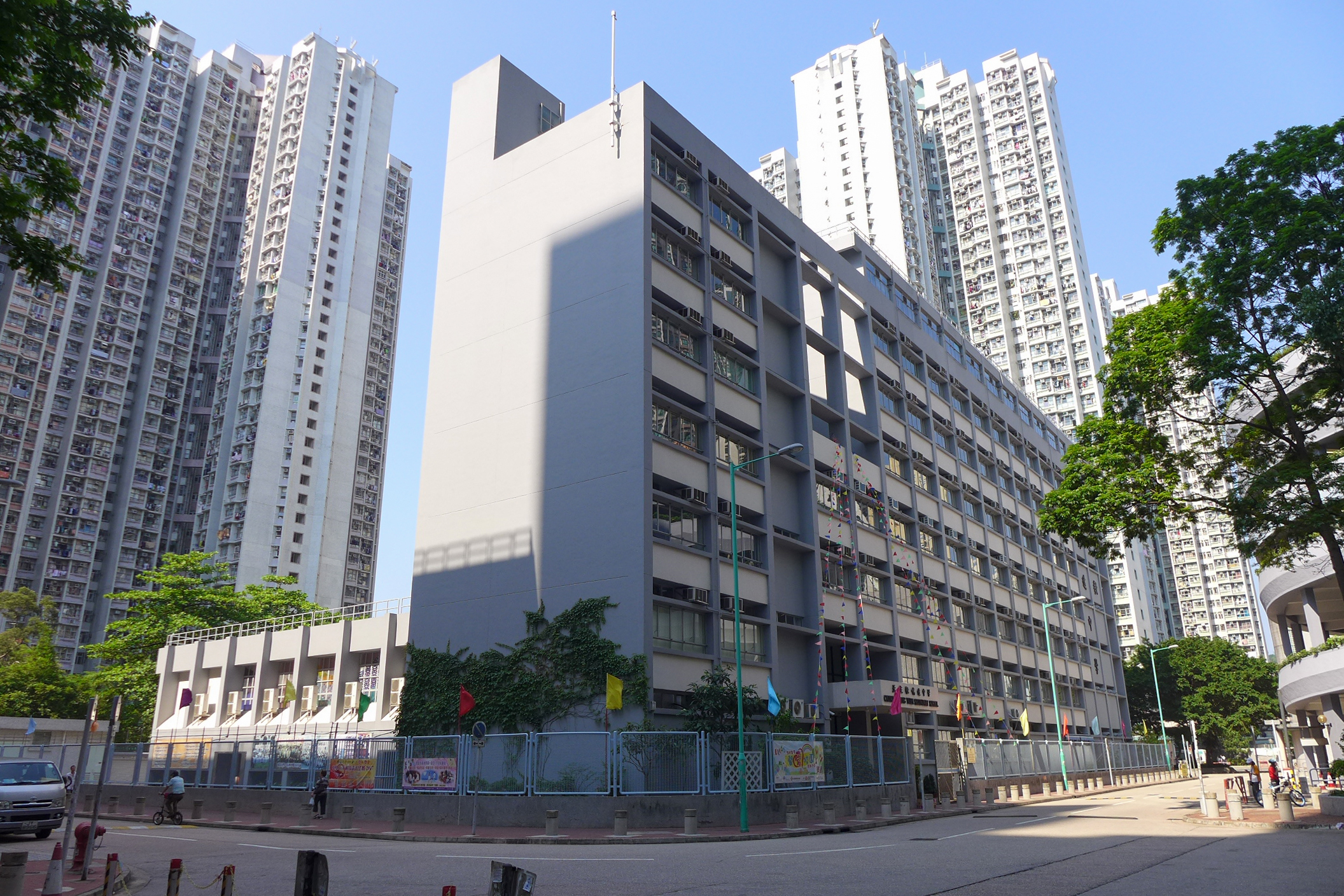
홍콩 천주교 밍위안 중고등학교

홍콩 천주교 밍위안 중고등학교(天主教鳴遠中學)는 중화인민공화국 홍콩 특별행정구의 로마 가톨릭 종파 사립 6년제 중고등학교이다.

## 교내 연혁과 학교의 역사
중공 국가원수 마오쩌둥 시대 초기 시절이었고 동시에 영국 직할식민지 광둥성 홍콩 총독 주둔 관련 외교기 시절이던 1950년 중화인민공화국 광둥성 영국 직할식민지 홍콩에서 첫 개교되어 그 이후 1997년 7월 1일을 기하여 홍콩이 중공 대륙 본토에 귀속 반환 조치 처분된 현재에까지 이르고 있는데 이 학교야말로 마카오에서도 높고 깊은 역사를 자랑하는 그야말로 이 학교에서는 중국어, 타이완어, 광둥어, 푸젠어, 영어, 스페인어, 포르투갈어 등 수개국어가 넘는 다국적 언어 수업으로 유명한 로마 가톨릭 계파 사립 국제 초등학교로도 이름이 높다.